# Auguste Henriette Praesent
Auguste Henriette Praesent (* 2. April 1782 in Gandersheim, geborene Bütemeister; † 30. März 1856 in Uelzen) war eine Kauffrau aus Uelzen.

## Leben

### Frühes Leben
Auguste Henriette Bütemeister wurde am 2. April 1782 als Tochter einer Kaufmannsmannsfamilie in Gandersheim geboren. Sie wuchs inmitten eines kaufmännischen Haushalts auf, der dadurch bestimmt wurde, dass sich Arbeits- und Wohnbereich unter einem Dach befanden. Sie lebte bis zu ihrer Verheiratung in ihrer Familie, wo sie wie andere Töchter aus Kaufmannsfamilien häusliche Tätigkeiten erlernte oder möglicherweise auch im Betrieb mitarbeiten musste.

### Heirat mit Kauffmann Christian Praesent
Henriette heiratete am 6. Januar 1803 in Burgdorf den 28-jährigen Kaufmann Christian Praesent aus Uelzen. Christian Praesent handelte mit landwirtschaftlichen Produkten aus der Umgebung, vor allem mit Flachs. Er führte außerdem als Mitglied der Kramer-Innung Waren wie Gewürze, Tabak, Kaffee, Zucker und Zichorien. An der erfolgreichen Entwicklung des Unternehmens hatte Henriette Praesent einen erheblichen Anteil. Sie war als Kauffrau der damals üblichen doppelten Belastung ausgesetzt, denn sie war sowohl für die gesamte Hauswirtschaft als auch für den unmittelbaren Geschäftsbetrieb zuständig.

## Familie und Arbeit
Das Ehepaar Praesent bekam zwischen 1803 und 1820 neun Kinder. Henriette Praesent führte also das Leben einer berufstätigen Mutter mit den damit verbundenen weitreichenden Pflichten. Ihr Alltag wurde von den vielen Schwangerschaften und der Sorge um die wachsende Familie bestimmt. Bereits 1811 hatten die Praesents zwei Häuser am Markt erworben, wo ein neues Geschäfts- und Wohnhaus entstand, das jedoch 1826 mit dem großen Brand vernichtet wurde. An dieser Stelle wurde dann das große Geschäftshaus errichtet, das in all den Jahren des Bestehens die Hauptgeschäftsstelle war. Im Geschäftshaus befand sich auch ein Manufakturladen, der von Henriette Praesent persönlich geleitet wurde.
Als Christian Praesent 1827 starb, übernahm Henriette als alleinige Inhaberin die Geschäftsleitung. Diese Zeit war von wesentlichen Veränderungen in wirtschaftlichen Bereichen gekennzeichnet, die Henriette Praesent geschickt für den weiteren Aufbau der Firma nutzte. So konnte sie den Manufakturwarenhandel aufgrund der zunehmenden Bedeutung des Flachsanbaus in der Region Uelzen deutlich vergrößern. In fast 30 Jahren erweiterte sie kontinuierlich den Umfang und die Bedeutung des Geschäfts. Henriette Praesent starb am 30. März 1856 kurz vor Vollendung ihres 74. Lebensjahres. Ihr Andenken lebte im Namen der Firma weiter, denn am 6. Januar 1865 wurde sie unter dem Namen „Joh. Chrst. Praesent Wwe.“ in das Handelsregister eingetragen. Die Firma entwickelte sich zu einem der größten Landhandelsunternehmen in der Region der Lüneburger Heide und bestand bis 1991.